# Rezerwat przyrody Pusta Wielka
Rezerwat przyrody Pusta Wielka – leśny rezerwat przyrody w Tylmanowej w województwie małopolskim, w powiecie nowotarskim, w gminie Ochotnica Dolna.
Rezerwat położony jest w grzbiecie głównym Pasma Radziejowej pomiędzy Błyszczem a przełęczą Złotne, na zachodnim, stromo opadającym do Dunajca zboczu. Znajduje się na terenie Popradzkiego Parku Krajobrazowego oraz obszaru sieci Natura 2000 PLH120019 „Ostoja Popradzka” w Beskidzie Sądeckim.
Rezerwat założony został w 1963. Jest to las mieszany, w którym najliczniej występują buki, świerki, jodły i sosny. Celem ochrony jest zachowanie naturalnego lasu regla dolnego z reliktowym stanowiskiem sosny. Występuje tutaj odrębny ekotyp sosny pospolitej powstały w warunkach górskich. Sosny osiągają tutaj wysokość do 30 m i średnicę pnia do 80 cm. W runie leśnym występują m.in. takie gatunki, jak: jeżyna gruczołowata, trzcinnik pstry i paproć orlica pospolita.
W pobliżu, na tym samym zachodnim stoku nad Dunajcem, tylko niżej, znajduje się drugi rezerwat – Kłodne nad Dunajcem. Planowane jest powiększenie obszaru ochronnego i połączenie obydwu rezerwatów w jeden duży – „Kłodne nad Dunajcem – Pusta Wielka”.
Nazwa rezerwatu przyrody „Pusta Wielka” jest myląca. W Beskidzie Sądeckim (w Paśmie Jaworzyny) istnieje bowiem szczyt o nazwie Pusta Wielka i na nim również jest rezerwat przyrody. Utworzono go jednak później (w 1985). Ponieważ nazwa „Pusta Wielka” była już zajęta, drugi rezerwat na Pustej Wielkiej otrzymał nazwę Wierchomla.

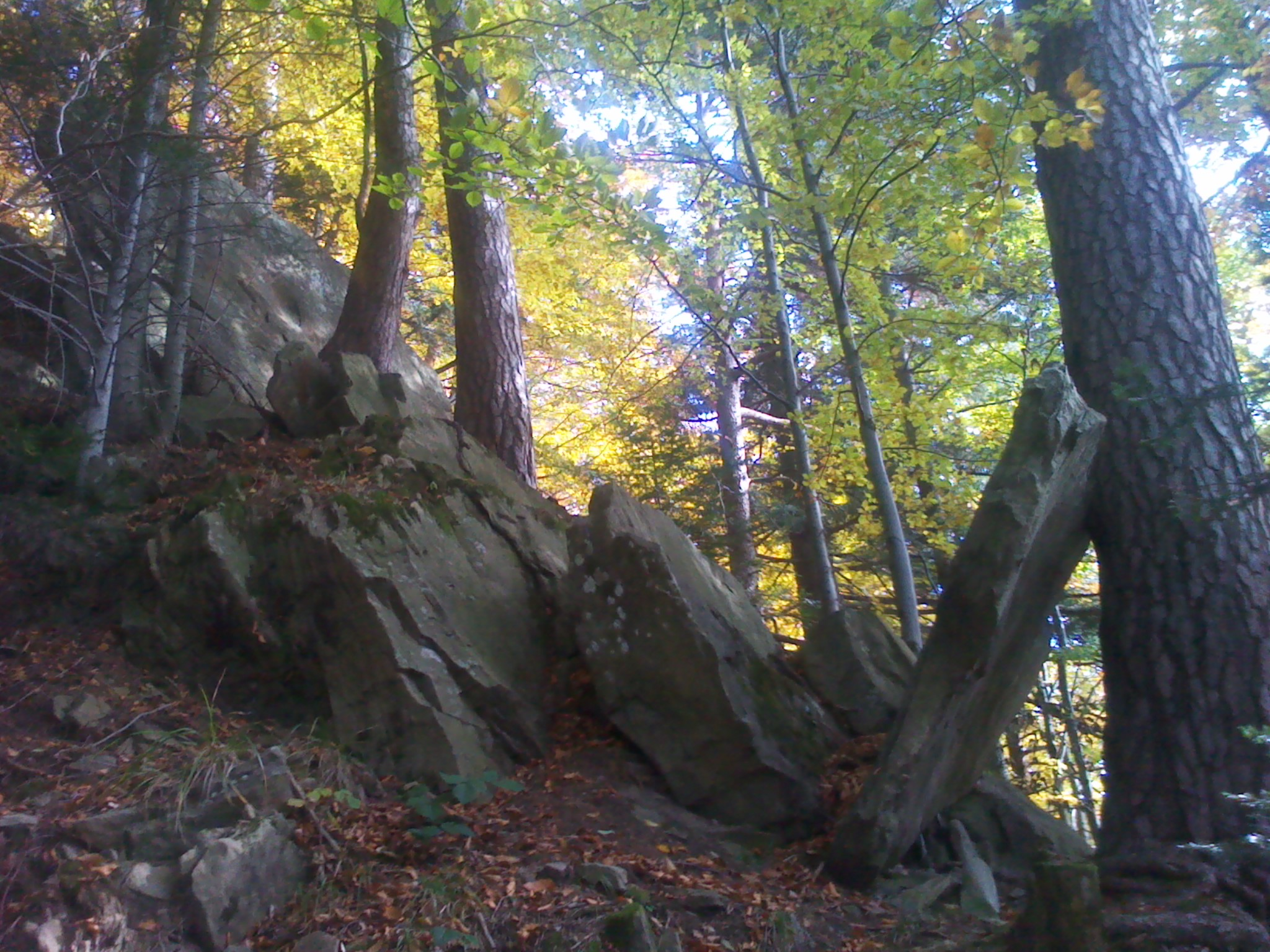
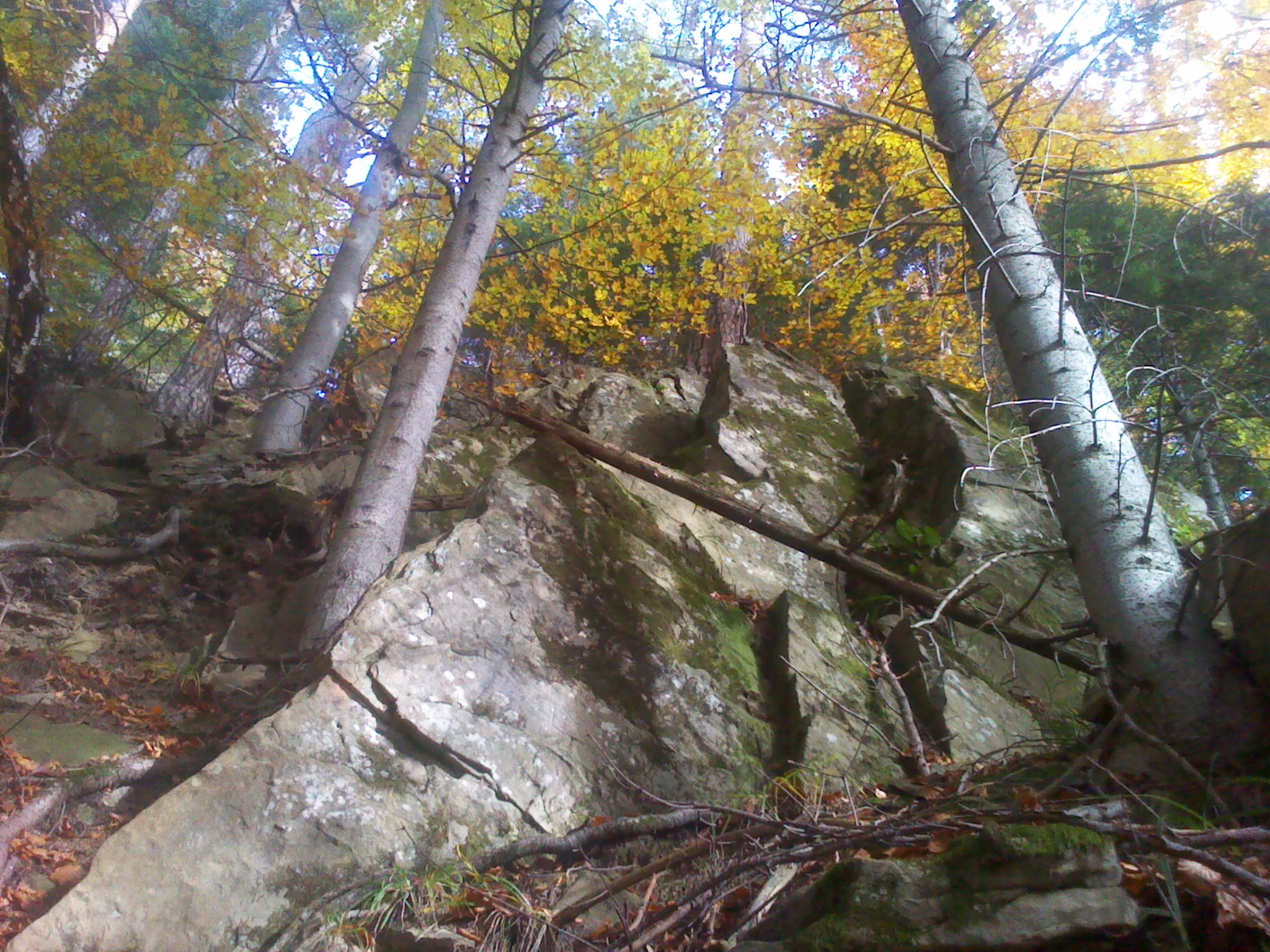
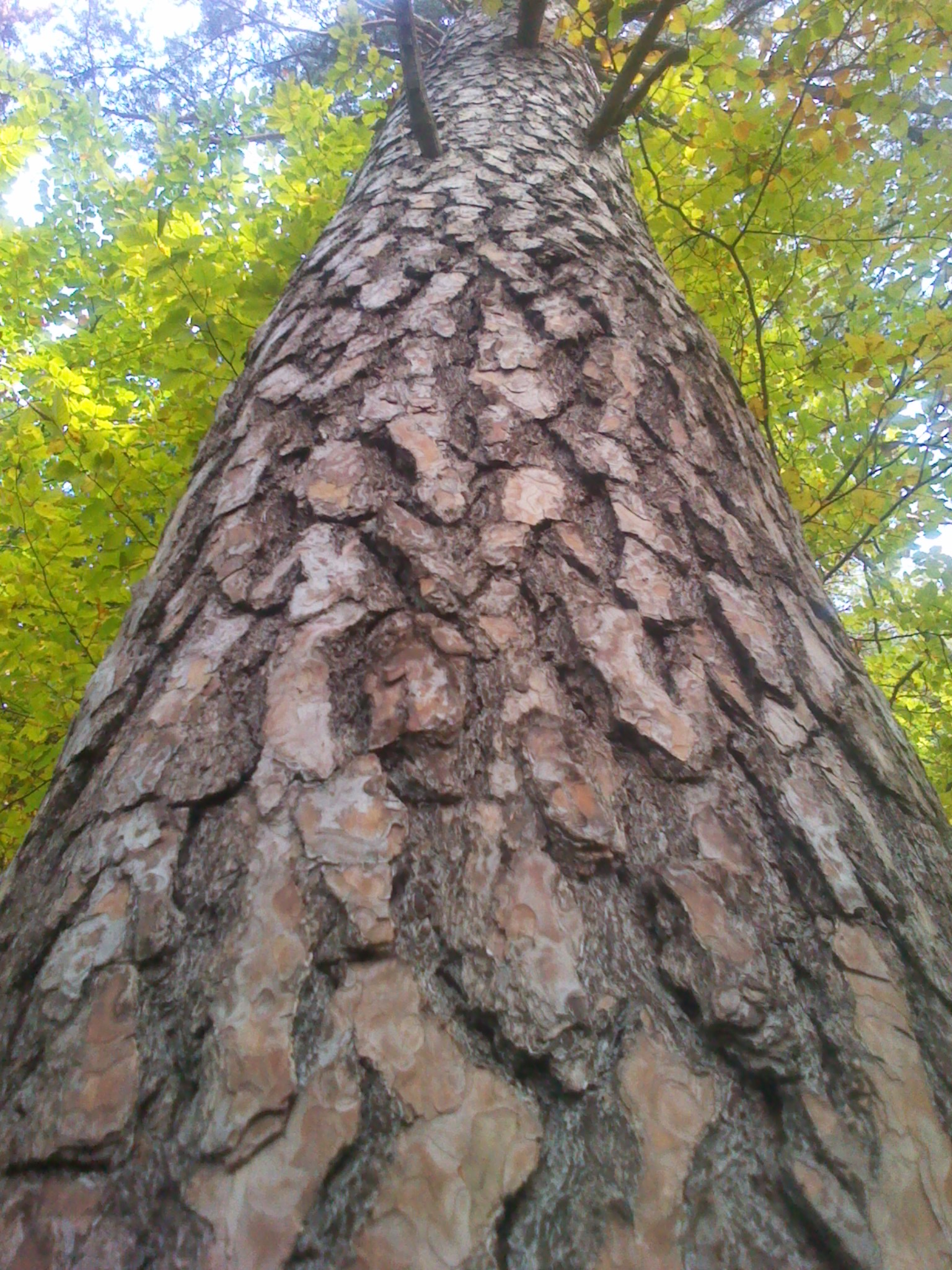